# Saint-Bard
Saint-Bard település Franciaországban, Creuse megyében. Lakosainak száma 95 fő (2022. január 1.). Saint-Bard Lioux-les-Monges, Mautes, La Mazière-aux-Bons-Hommes, Saint-Oradoux-près-Crocq és La Villeneuve községekkel határos.

## Népesség
A település népessége az elmúlt években az alábbi módon változott:
| Lakosok száma | 142  | 114  | 117  | 104  | 108  | 109  | 103  | 99   | 97   | 95   |
|               | 1968 | 1982 | 1990 | 2006 | 2013 | 2015 | 2017 | 2019 | 2020 | 2022 |